# Моніка Саболо
Моніка Саболо (Monica Sabolo; нар. 1971, Мілан, Італія) — французька журналістка та письменниця.

## Біографія
Моніка Саболо народилася у Мілані, дитинство та юність провела в Женеві, Швейцарія, де вступила на навчання. Після навчання долучилася до захисту тварин у WWF, спочатку в Гаяні, а потім у Канаді. 1995 року вона розпочала кар'єру журналістки у журналі Terre et Océans.
Працювала також у редакціях Voici та Elle. Була головною редакторкою «з питань культури та людей»  із часів заснування журналу Grazia Sabolo.
Перша книга Саболо, «Роман Лілі» (Le Roman de Lili), видана 2000 року. Через п'ять років з'явився роман «Джунглі» (Jungle). За свій автобіографічний роман «Усе це не має до мене жодного стосунку» Моніка Саболо отримала премію «Prix de Flore» у першому голосуванні. Ця легендарна літературна нагорода містить чек на 6100 євро та склянку з вигравіюваним іменем переможця, що дає право пити Pouilly-fumé у Café de Flore у Парижі протягом року.
2017 року вийшов її роман «Літо», що пройшов у фінал Prix Goncourt des lycéens та Prix du roman des étudiants France Culture — Télérama. 2022 року роман Саболо «Потаємне життя» (La Vie clandestine) увійшов до короткого списку Гонкурівської премії.

## Твори
- Le Roman de Lili, éditions Jean-Claude Lattès, 2000, 188 p. (ISBN 2-7096-2161-4)
- Jungle, éditions JC Lattès, 2005, 299 p. (ISBN 2-7096-2260-2)
- Tout cela n'a rien à voir avec moi, éditions JC Lattès, 2013, 153 p. (ISBN 978-2-7096-4465-5)7,8 — prix de Flore 2013
- Crans-Montana, éditions JC Lattès, 2015, 240 p. (ISBN 978-2-7096-5045-8) — grand prix SGDL du roman 2016
- Summer, éditions JC Lattès, 2017, 320 p. (ISBN 978-2-7096-5982-6)
- Éden, éditions Gallimard, 2019, 288 p. (ISBN 978-2-0728-6315-8)
- La Vie clandestine, Gallimard, 2022, 336 p. (ISBN 9782072900426)